# Trigophora
Trigophora is een geslacht van halfvleugeligen uit de familie Aphrophoridae. De wetenschappelijke naam van dit geslacht is voor het eerst geldig gepubliceerd in 1942 door Matsumura.

## Soorten
Het geslacht Trigophora omvat de volgende soorten:
- Trigophora fallax (Matsumura, 1904)
- Trigophora lushanensis Matsumura, 1942
- Trigophora obliqua (Uhler, 1896)
- Trigophora oshodensis Matsumura, 1942
- Trigophora scutellata (Matsumura, 1904)
- Trigophora tokatiana Matsumura, 1942